# Taffelbukten

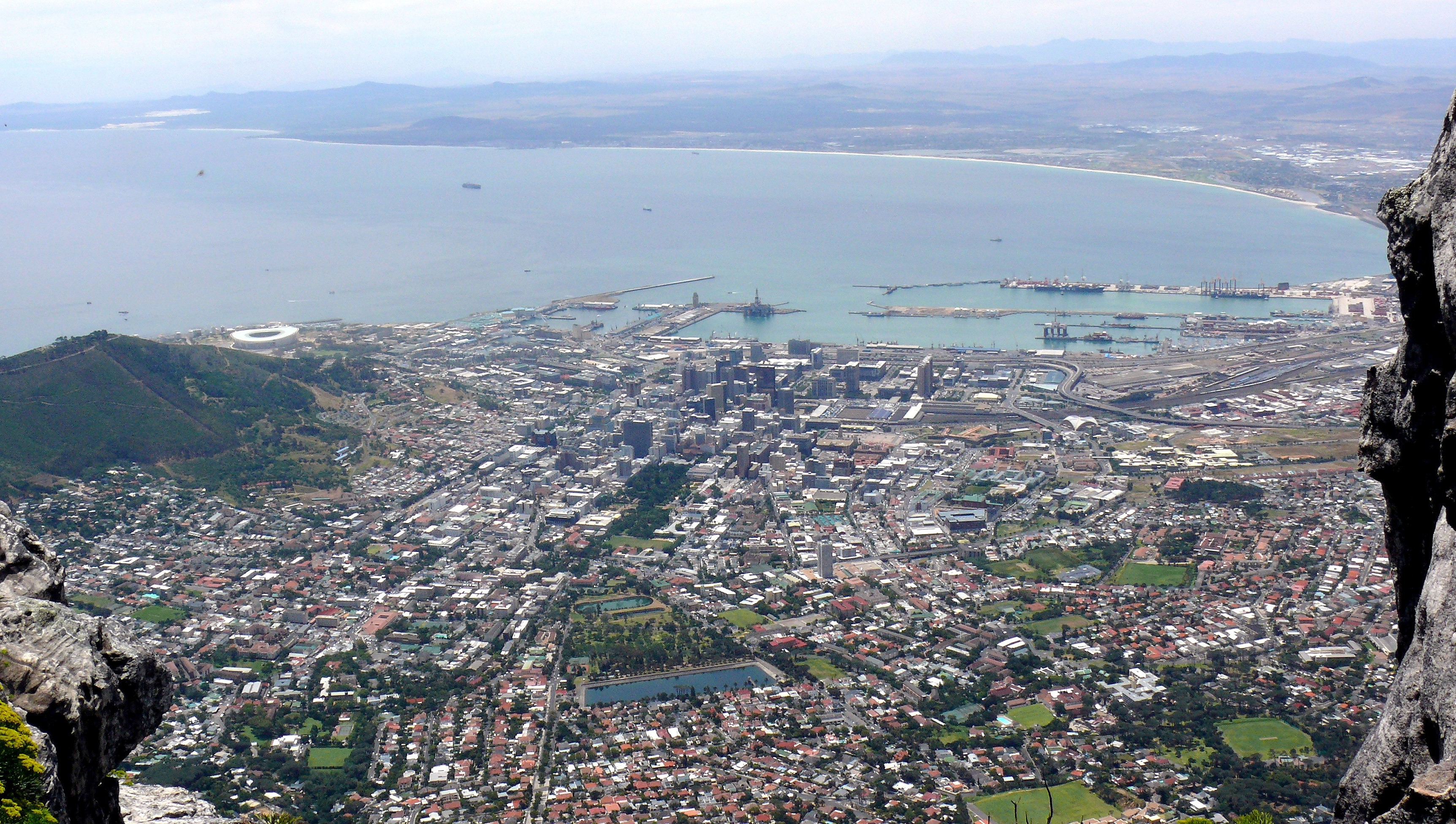
Taffelbukten, hamnen och City Bowl från toppen av Taffelberget.

Taffelbukten (afrikaans: Tafelbaai; engelska: Table Bay) är en naturlig havsvik vid Atlantens kust. Bukten är belägen vid Kapstaden (grundades 1652 av Jan van Riebeeck) och ligger i norra änden av Kaphalvön, som sträcker sig söderut till Godahoppsudden. Den fick sitt namn efter platåberget Taffelberget.